# Herbertyni
Herbertyni – noszący nazwisko rodowe de Vermandois francuski ród hrabiowski, wywodzący się od Karolingów, którego dobra koncentrowały się wokół Vermandois. Założycielem rodu był Herbert I (zm. 907), pierwszy hrabia Vermandois, którego ojcem był Pepin, syn Bernarda króla Italii, wnuka Karola Wielkiego. 

## Drzewo genealogiczne
- Pepin I (zm. 840) – hr. Péronne
  - Bernard
  - Pepin II
  - Herbert I (zm. 907) – s. Péronne i St Quentin, hr. Vermandois (od 896); 1. Lietgardis
    - Béatrice 1. (922) Robert I marg. Neustrii, późniejszy kr. Franków zach.
    - Herbert II (zm. 943) – hr. Meaux, Soissons, Vermandois (od 907), Péronne (od 924), Eu i Laon (od 927); 1. Adela, o. Robert I marg. Neustrii, późniejszy kr. Franków zach.
      - Adalbert I (zm. 987) – hr. Vermandois (od 943); 1. Heresinde; 2. Gerberga, o. Gizelbert, ks. Lotaryngii
        - 2. Herbert III – hr. Vermandois (od 987)
          - Albert_II – hr. Vermandois
          - Otton de Vermandois – hr. Vermandois
            - Herbert IV – hr. Vermandois
              - Eudoksjusz I Szalony

            - Otton (zm. po 1076)

        - 2. Otto
        - 2. Liudolf – bp. Noyon (od 958)
        - 2. Eleonore 1. Gauthier de Saint–Aubert

      - Robert I de Meaux – hr. Meaux (od 943) i Troyes (od 956)
        - Adela (zm. 960) 1. (934) Arnulf I, hr. Flandrii
        - Herbert

      - Odo (zm. 946) – wicehr. Vienne
      - Herbert III Stary (zm. 985) – hr. Omois (od 943), hr. Meux i Troyes (od 967); 1. Eadgifu, o. Edward I kr. Wessexu
        - Herbert
        - Odo

      - Hugues (920–962) abp Reims (925–932 i 940–948)
      - Liutgarde 1. (940) Wilhelm I, hr. Normandii, 2. (945) Tybald II, hr. Blois
      - Adela (zm. 960) 1. (934) Arnulf, hr. Flandrii

    - Cunigundis(?) 1. (915) Udo, hr. Wetterau